# Eddie Fontaine
Pour les articles homonymes, voir Fontaine.
Eddie Fontaine, né Edward Reardon le 6 mars 1927 à Springfield, Massachusetts, et décédé le 13 avril 1992 d'un cancer, est un acteur et un chanteur américain. Il fut notamment connu grâce à ses apparitions à la télévision dans les années 1960 et 1970. Son répertoire varié allait du rockabilly au rock et à la country. Il a aussi été influencé par la musique des noirs : blues, gospel et rhythm and blues.

## Carrière
Il signe d'abord chez RCA en 1954 comme vocaliste après avoir terminé son service militaire à l'US Navy, puis apparaît en 1955 au Brooklyn Paramount Theater au côté du disc jockey Alan Freed qui animait un show rock'n'roll.
Il fit ses débuts en 1955 avec un titre des Fontaine Sister Rock Love, pour le label X. Il enregistre ensuite pour  Vik (Here 'Tis) et en 1956 pour Jalo avec le titre Where is the Woman. La même année il connaît un grand succès  enregistré chez Decca qu'il chante également dans le film La Blonde et moi (The girl can't help it) avec une fugue irrésistible dans lequel il apparaît en interprétant "Cool it baby" aux côtés d'Eddie Cochran, Gene Vincent, Little Richard, Jayne Mansfield. Cool it Baby est devenu un classique repris par les Treniers, par Dorothy Collins. Il enregistre en 1958 un hit national grâce à Nothin' Shakin repris plus tard par les Beatles qui atteindra la 64e place dans les charts.

### Acteur au cinéma et à la télévision
Au cinéma, il sera la vedette du film "Nothing to Loose" (Ful Cicle Production), et "Like Father, Like Son". Il est pressenti pour le rôle de Sony Carleone, fils de Don Carleone (Marlon Brando) dans le "Parrain" mais le rôle sera finalement dévolu à l'acteur James Caan. À la télévision, il est le héros de la série "The Gallant Men (ABC TV) (en 1962-1963) produite par la Warner Bros., dans lequel il incarne le sergent Pete d'Angelo, soldat de l'US Army, venu libérer l'Europe en retrouvant ses racines lors du débarquement allié en Italie lors de la Seconde Guerre mondiale. On le retrouvera aussi dans de nombreuses séries télévisées.

### Une deuxième renaissance
Dans les années 1960, Eddie Fontaine s'installe à Van Nuys en Californie et apparaît dans divers boites de nuit. En 1966 il cesse d'enregistrer et se consacre à la scène (Los Angeles) et surtout au théâtre, sa seconde vocation. En 1984 il est mêlé à un meurtre et sera condamné à cinq années de prison qu'il purgera dans un établissement pénitentiaire de Californie. Il viendra se produire en Europe dans les concerts de rock 'n' roll (Festival d'Emsby en Angleterre, ainsi qu'à Paris à Mutualité (Big Beat Show) dans lesquels il prouve que son énergie pour le rock 'n' roll est resté intact.
Il meurt en 1992 des suites d'un cancer.

## Filmographie

### Acteur

#### Télévision

##### Séries télévisées
- 1962 : 77 Sunset Strip : Andy Lamont / Prelle
- 1962 : Intrigues à Hawaï : Hank Crowley
- 1962-1963 : The Gallant Men : Pvt. Pete D'Angelo / Pete D'Angelo
- 1967 : Les Mystères de l'Ouest : Sheriff Twilley
- 1973 : L'Homme de fer : Carpenter
- 1974 : Kojak : Alex Fairbanks
- 1974 : La Planète des singes : Gorilla Sergeant
- 1974 : Toma : Torre
- 1974-1978 : Deux cent dollars plus les frais : Augusto DePalma / Sweet Tooth London / Moss Williams / ...
- 1975 : Baretta : Shooter
- 1975 : Bronk : Tedesco
- 1975 : Harry O (en) : Ted Marion
- 1975 : La Côte sauvage : Barman
- 1975 : Médecins d'aujourd'hui : Jablonsky
- 1975-1978 : L'Homme qui valait trois milliards : Frank Sullivan / Tony Anderson / Freddie
- 1975-1978 : Police Story : Investigator Thomas / Sgt. Patterson / Cutter
- 1977 : Sergent Anderson
- 1978 : Happy Days : Vito Fonzarelli
- 1978 : Starsky et Hutch : Jake
- 1980 : Stone
- 1981 : L'Homme à l'orchidée : Harry Fabian
- 1981 : Quincy : Sgt. Joe Marsala
- 1991 : Les Sœurs Reed : Franco Gelati

##### Téléfilms
- 1980 : Power : Jerry Collins

### Parolier

#### Cinéma
- 1956 : La Blonde et moi
- 2011 : George Harrison: Living in the Material World